# Novembre 1978

## Événements
- Printemps de Pékin. Des affiches manuscrites ou dazibao sont collées sur Mur de la démocratie à Pékin.

- 2 - 5 novembre : IXe sommet arabe de Bagdad en l’absence de l’Égypte. Les accords de Camp David sont rejetés à l’unanimité et les participants étudient un transfert du siège de la LEA du Caire à Tunis.

- 3 novembre : 
  - Indépendance de la Dominique.
  - Le Viêt Nam signe un traité d’amitié et de coopération avec l’Union soviétique[1].

- 5 novembre (Rallye automobile) : arrivée du Tour de Corse.

- 11 novembre : début du drame des « boat people » (épopée du Haï Hong).

- 12 novembre : En Iran, les bazaars, universités et autres ministères qui venaient juste de rouvrir leurs portes, se remettent à nouveau en grève après que le dirigeant du Front national (Iran) Karim Sanjabi (en) a été arrêté la veille.

- 15 novembre (Brésil) : élections législatives et élections des gouverneurs au suffrage universel direct (pour la première fois depuis 1966). Le Mouvement Démocratique Brésilien obtient 57,6 % des voix aux élections législatives[2].
  - Sous la pression des militaires les plus intransigeants (duros), les règles du jeu sont une nouvelle fois changées. Le pactole de Abril (décrets d’avril 1977) stipule que le président choisirait un tiers des députés, que les gouverneurs seraient élus au suffrage indirect et que la propagande serait strictement réglementée. L’armée est aussi divisée sur la question de la succession d'Ernesto Geisel, qui parvient à imposer le général Figueiredo contre l’avis des duros. Celui-ci poursuit la politique de concessions limitées de son prédécesseur. Golbery reste conseiller du président et tente de favoriser l’émergence d’une opposition modérée, afin d’éviter que les élections ne se transforment en affrontement et de disposer d’une solution de rechange.

- 16 novembre : En Iran, les ouvriers de l'industrie pétrolière qui s'étaient mis en grève à partir de septembre, se remettent au travail mais décident de produire le strict minimum (pour les besoins de la population), afin que le Chah et ses proches ne puissent pas profiter des surplus de la rente.

- 17 novembre : enlèvement d'un couple d'Uruguayens à Porto Alegre, au Brésil, exemple de la coopération brésilienne à l'opération Condor.

- 18 novembre : 909 membres de la secte américaine du Temple du Peuple se donnent la mort à Jonestown en Guyana.

- 20 novembre : traité entre l’Éthiopie et l’Union soviétique.

- 23 novembre (Rallye automobile) : arrivée du Rallye de Grande-Bretagne.

- 24 novembre (Bolivie) : une fraction de l’armée autoqualifiée « institutionnaliste » renverse le président Pereda et met à sa place le général David Padilla Arancibia qui promet de nouvelles élections pour juillet 1979.

- 27 novembre : assassinat de Moscone et de son ami Harvey Milk, qui était le premier homme politique 'ouvertement' homosexuel, qui avait pu avoir un poste de gouvernement aux États-Unis.

## Naissances
- 2 novembre : Christian Gyan, footballeur ghanéen († 29 décembre 2021).
- 10 novembre : Fahd Larhzaoui, acteur néerlandais d'origine marocaine.
- 12 novembre : 
  - Alexandra Maria Lara, actrice allemande d'origine roumaine.
  - Samuel Theis, acteur français.
- 16 novembre : Santiago Peña, homme politique paraguayen.
- 18 novembre : 
  - Damien Johnson, footballeur international nord-irlandais.
  - Aldo Montano, escrimeur italien.
  - Christelle Néant, blogueuse franco-russe et propagandiste pro-russe.
- 23 novembre : Aya Cissoko, boxeuse et écrivaine franco-malienne.
- 24 novembre : 
  - Barbara Beretta, actrice française de doublage et fille de Daniel Beretta.
  - Katherine Heigl, actrice américaine.
  - Sofia Talvik, musicienne et auteur-compositeur suédoise.
- 25 novembre : 
  - Julien Arruti, acteur français.
  - Patricia Nseya Mulela, femme politique congolaise.
- 26 novembre : Ryan Toby, chanteur, producteur et parolier américain.
- 30 novembre : Gael García Bernal, acteur mexicain.

## Décès
- 8 novembre : Norman Rockwell, illustrateur américain.
- 16 novembre : 
  - Alain Colas, navigateur français (° 16 septembre 1943).
  - Claude Dauphin, comédien français.
- 18 novembre : Jim Jones, chef de la secte américaine Le Temple du Peuple, se suicide avec plus de 900 de ses membres à Jonestown en Guyana.
- 20 novembre : Giorgio de Chirico, peintre italien.
- 23 novembre : Hadj El Anka, maître de la chanson chaâbi algérienne.
- 27 novembre, un double assassinat :
  - George Moscone, maire de San Francisco, ami d'Harvey Milk (voir ci-dessous).
  - Harvey Milk, premier homme politique ouvertement gay qui a pu avoir un poste de gouvernement aux États-Unis.

Ils ont tous les deux été assassinés par Dan White.
  - Joseph Marie Trinh-nhu-Khuê, cardinal vietnamien, archevêque de Hanoï (° 11 décembre 1978).